# Bolitophila austriaca
Bolitophila austriaca is een muggensoort uit de familie van de Bolitophilidae. De wetenschappelijke naam van de soort is voor het eerst geldig gepubliceerd in 1950 door Mayer.